# Світ (газета)
«Світ» — щотижнева газета, заснована у Києві у квітні 1997 року.
Є єдиною в Україні науково-популярною газетою, що заснована Міністерством освіти і науки України та Національною академією наук України. Має в колі своїх передплатників учених, інженерно-технічні, науково-дослідні організації та інститути, вищі навчальні заклади, бібліотеки.
Пропагує науково-технологічні здобутки й пріоритети та підтримує авторитет вітчизняних учених.
Голова редакційної колегії газети — президент НАН України, академік Анатолій Загородній.
Головний редактор — Лариса Остролуцька.
Адреса редакції: 03056, Київ, проспект Перемоги, 37.
Передплатний індекс: 40744